# 오퍼레이션 페티코트
오퍼레이션 페티코트(Operation Petticoat)는 미국에서 제작된 블레이크 에드워즈 감독의 1959년 코미디, 전쟁 영화이다. 캐리 그랜트 등이 주연으로 출연하였고 로버트 아서 등이 제작에 참여하였다.

## 출연

### 주연
- 캐리 그랜트
- 토니 커티스

### 조연
- 조안 오브라이언
- 디나 메릴
- 진 에반스
- 딕 사젠트

## 제작진
- 미술: 알렉산더 골릿즌
- 미술: 로버트 엠멧 스미스
- 의상: 빌 토머스